# Shoichi Nishimura
Shoichi Nishimura (Hyogo, 30. studenog 1911. – 22. ožujka 1998.) japanski je nogometaš.

## Reprezentativna karijera
Za japansku reprezentaciju igrao je 1934. godine. Odigrao je 2 utakmice postigavši 1 pogodak.
S japanskom reprezentacijom Shoichi Nishimura je igrao na Olimpijskim igrama 1936.

## Statistika
| Japan  | Japan | Japan |
| Godina | Nas.  | Gol.  |
| ------ | ----- | ----- |
| 1934.  | 2     | 1     |
| Ukupno | 2     | 1     |

## Vanjske poveznice
- National Football Teams
- Japan National Football Team Database